# Сапундзакис, Константинос

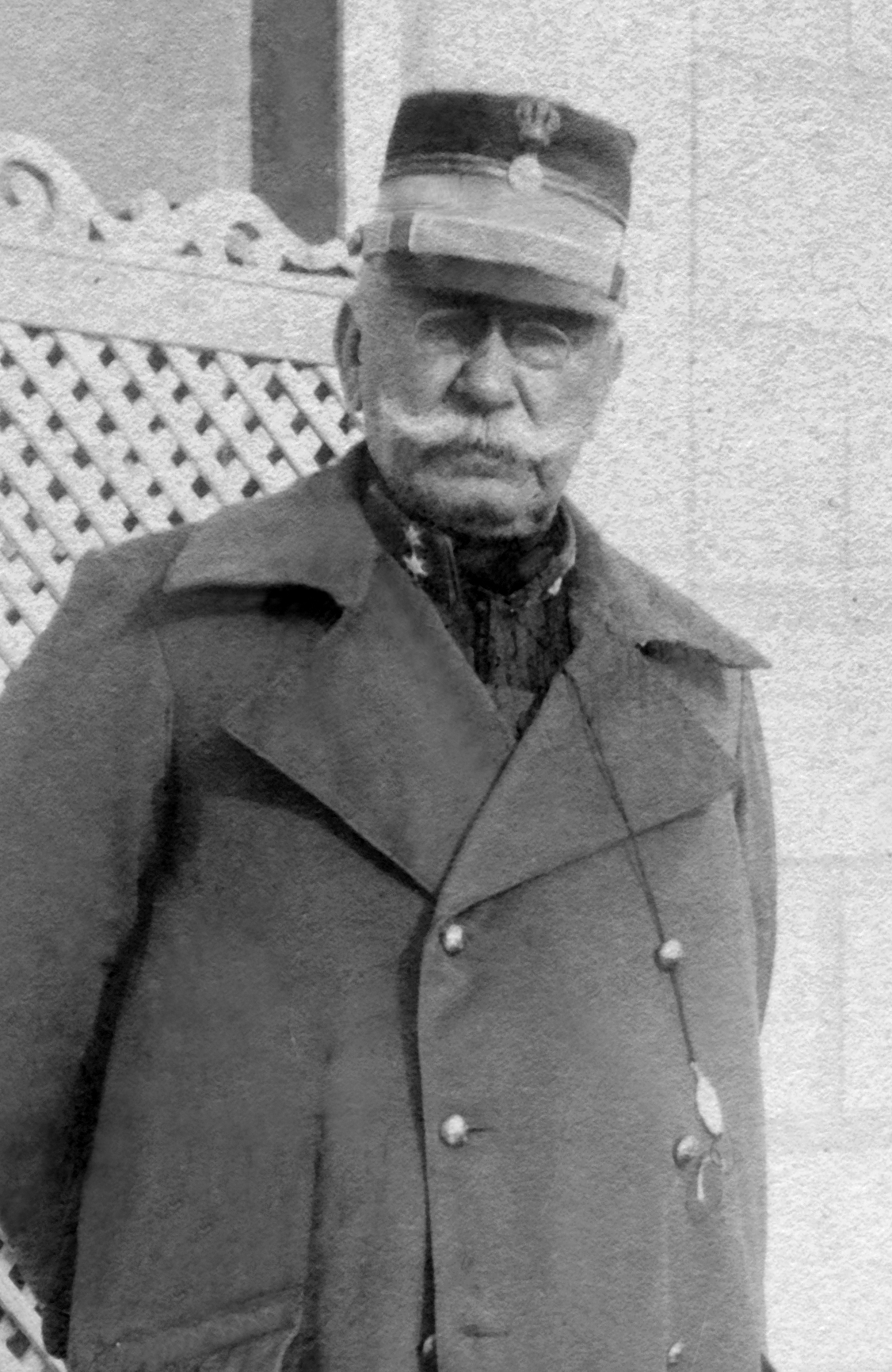
генерал-лейтенант Сапундзакис во время Первая Балканская война в Filippiada, в 1913 году

Константинос Сапундзакис (греч. Κωνσταντίνος Σαπουντζάκης, 1846 — 1931) — генерал-лейтенант греческой армии, первый начальник Генерального штаба, первый командующий Эпирской армией во время Первой Балканской войны.

## Биография
Константинос Сапундзакис родился в городе Ретимнон на острове Крит, который тогда принадлежал Османской империи. Выехав в Греческое королевство, поступил в Военную академию (училище), которую окончил в звании младшего лейтенанта артиллерии.
В 1867 году он вернулся на Крит и вместе со своим отцом принял участие в Критском восстании (1866—1869), в котором его отец руководил повстанцами в областях Ретимнон и Ираклион. После поражения восстания продолжил учёбу в Германии, Британии и Франции.
По возвращении был одним из наиболее образованных греческих офицеров и был назначен преподавателем в военную академию (офицерское училище), а также репетитором наследного принца Константина.
С началом греко-турецкой войны 1897 года Сапундзакис, дослужившийся к тому времени до полковника, возглавил штаб при наследном принце, который, в свою очередь, являлся командующим всей армией. Плохо обученная греческая армия потерпела поражение и отступила. В результате поражения и последовавшего падения правительства Делиянниса Сапундзакис был отстранён от своих обязанностей, обвинён в нерешительности и отсутствии инициативы. На его место был поставлен герой той войны Константинос Смоленски.

## Начальник Генерального штаба и Балканская война
В 1901 году Сапундзакис был назначен начальником штаба при новом командовании армии. После учреждения в 1906 году Генерального штаба Сапундзакис стал его первым начальником и оставался на этом посту до 1909 года.
На этом посту он руководил реорганизацией греческой армии при правительстве Георгиоса Теотокиса.
С началом Первой Балканской войны в октябре 1912 года Сапундзакис был назначен командующим Эпирской армией, насчитывавшей 7800 человек и 24 орудия и в действительности представлявшей собой дивизию. Поскольку Эпирская группировка османов превосходила греческую в 4 раза (30 000 солдат) и опиралась на укрепленный район города Янина, от Сапундзакиса ожидали только одного: обороны и прикрытия левого фланга греческой армии, которая должна была наступать в Македонии.
Неожиданное успешное наступление, предпринятое Сапундзакисом, в значительной мере объясняется обвинениями в нерешительности и отсутствии инициативы в войну 1897 года. В 1912 году Сапундзакис проявил инициативу и решительность, граничившие с опрометчивостью.
2 ноября 1912 года Сапундзакис освободил город Превеза и одержал тактическую победу над турками под Пенте Пигадиа 6—12 ноября. Армия (дивизия) Сапундзакиса вошла в ном Янина, но за недостатком сил встала перед турецкими фортификациями у Бизани. Получив в подкрепление 2-ю дивизию, Сапундзакис предпринял 12 декабря атаку на Бизани. Несмотря на некоторые тактические успехи и захват перевала Аэторахи, 23 декабря атака была приостановлена.
В январе 1913 года Константину, кроме командования армией Македонии, было поручено и командование армией Эпира. Получив дополнительные подкрепления из Македонии, Сапундзакис предпринял вторую попытку овладеть Бизани, которая также оказалась безрезультатной (см. Битва при Бизани).
По прибытии в Эпир Константин возглавил армию и Сапундзакису была отведена роль командира группы 6-й и 8-й дивизий. В этой роли он участвовал во взятии Бизани в начале марта 1913 года. Вскоре Сапундзакис ушёл в отставку и был назначен директором Пенсионного фонда армии (офицеров).
Умер Константинос Сапундзакис в 1931 году.